# Vanilla costaricensis
Vanilla costaricensis är en orkidéart som beskrevs av Soto Arenas. Vanilla costaricensis ingår i släktet Vanilla och familjen orkidéer. Inga underarter finns listade i Catalogue of Life.